# Chamaecostus
Chamaecostus – rodzaj roślin tropikalnych z rodziny kostowcowatych (Costaceae). Obejmuje 7 gatunków występujących w tropikalnej części Ameryki Południowej.

## Morfologia
PokrójNiskie rośliny zielne, także z łodygą skróconą, z liśćmi w rozecie.
LiścieEliptyczne i zaostrzone.
KwiatySkupione w luźne, główkowate kwiatostany wsparte zielonymi lub zielono-żółtymi podsadkami. Przysadki i kielich błoniasty. Płatki korony wystają ponad kielich, zwykle okazałe, lancetowate. Duża warżka składa się z wąskiej rurki i szerokojajowatej wargi. Pręciki podobne do płatków, na końcu odgięte. Zalążnia trójkomorowa, znamię półkuliste.
OwoceBłoniasta torebka.

## Systematyka
Pozycja systematyczna według APweb (aktualizowany system APG IV z 2016)
Należy do rodziny  (Costaceae) Nakai, która jest jednym z kladów w obrębie rzędu imbirowców (Zingaberales) Griseb, kladu jednoliściennych i klasy roślin okrytonasiennych. Rodzaj jest siostrzany dla rodzajów Dimerocostus i Monocostus, wraz z którymi tworzy klad bazalny dla rodziny.
Wykaz gatunków
- Chamaecostus congestiflorus (Rich. ex Gagnep.) C.D.Specht & D.W.Stev.
- Chamaecostus curcumoides (Maas) C.D.Specht & D.W.Stev.
- Chamaecostus cuspidatus (Nees & Mart.) C.D.Specht & D.W.Stev.
- Chamaecostus fragilis (Maas) C.D.Specht & D.W.Stev.
- Chamaecostus fusiformis (Maas) C.D.Specht & D.W.Stev.
- Chamaecostus lanceolatus (Petersen) C.D.Specht & D.W.Stev.
- Chamaecostus subsessilis (Nees & Mart.) C.D.Specht & D.W.Stev.